# 洛登 (愛荷華州)
洛登（英語：Lowden）是一個位於美國愛荷華州錫達縣的城市。

## 地理
洛登的座標為41°51′28″N 90°55′33″W / 41.85778°N 90.92583°W，而該地的平均海拔高度為222米（即728英尺）。

## 人口
根據2010年美國人口普查的數據，洛登的面積為2.64平方千米，當中陸地面積為2.64平方千米，而水域面積為0.00平方千米。當地共有人口789人，而人口密度為每平方千米298人。